# Ruth Blair
Ruth Blair (13 de julio de 1891-24 de febrero de 1957), nacida como Ruth Naomi Powell, fue una actriz estadounidense de películas mudas realizadas en 1915 y 1916.

## Primeros años
Ruth Naomi Powell nació en Williamsport, Pensilvania. Su madre murió cuando Ruth tenía 12 años. Su profesora de arte dramático en Nueva York Ada Dow Currier la consideraba "otra Julia Marlowe".
En 1915, Blair ganó un concurso nacional de talentos y firmó un contrato de tres años con Smallwood Film Corporation para protagonizar comedias. Apareció en las películas mudas The Law of Nature (1915), Canned Curiosity (1915), His Wife's Past (1915), Pyramid Pictures (1915), The Fourth Estate (1916), His Promise (1916), y The Folly of Fear (1916).
Blair era considerada guapa y elegante, una "'perfecta parisina de treinta y seis años' del estilo sin caderas y de pecho pequeño tan admirado hoy en día tanto en la pantalla como ante las candilejas". Diseñaba su propia ropa y disfrutaba de las actividades al aire libre, especialmente la equitación y la fotografía. Modeló sombreros de Pascua para la revista Photoplay en 1916, y apareció en la portada de la revista Motography en enero de 1916.

## Vida personal
Aunque en la publicidad siempre se referían a ella como "Miss Blair", Powell se casó en 1909 con un protésico dental, Charles Harrison Blair. Tuvieron cuatro hijos, dos varones nacidos antes de su breve carrera cinematográfica y dos hijas, nacidas después. Blair murió en 1957, a los 65 años, en Fresno, California.